# Ov-knooppunt Keizerswaard

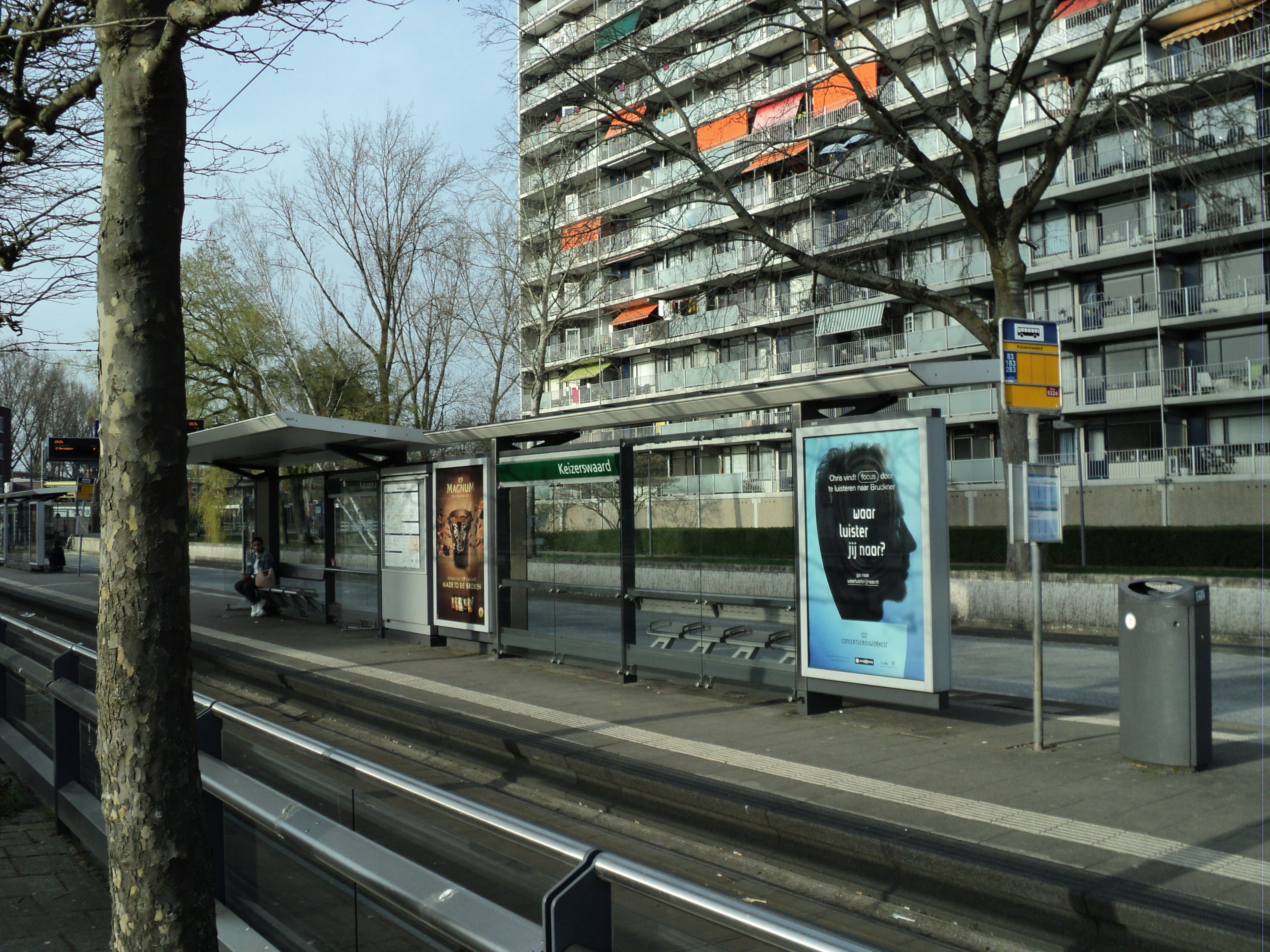
Uitkijk op de tram- en bushalte.

Ov-knooppunt Keizerswaard is een busstation annex tramhalte nabij het Winkelcentrum Keizerswaard in de Rotterdamse deelgemeente IJsselmonde.
De volgende lijnen doen het busstation en de tramhalte aan:
| Lijn | Bestemmingen                                        | Via | Vervoerder | Bijzonderheden                                                            |
| ---- | --------------------------------------------------- | --- | ---------- | ------------------------------------------------------------------------- |
| 2    | Charlois/Kromme Zandweg - ov-knooppunt Keizerswaard | Dorpsweg - Pleinweg - Maashaven - Hillevliet - Randweg - Breeplein - Molenvliet - Station Lombardijen - Kreekhuizenlaan                                  | RET        |                                                                           |
| 3    | Beverwaard/Limbrichthoek - Rotterdam Centraal       | P+R Beverwaard - ov-knooppunt Keizerswaard - Stadion Feijenoord - Laan op Zuid - Wilhelminaplein - Leuvehaven - Beurs - Stadhuis - Weena                 | RET        |                                                                           |
| 12   | Beverwaard/Limbrichthoek - Stadion Feijenoord       | P+R Beverwaard - ov-knooppunt Keizerswaard | RET        | Rijdt alleen tijdens voetbalwedstrijden en andere evenementen in de Kuip. |
| 70   | Charlois - ov-knooppunt Keizerswaard                | Garage Sluisjesdijk - Wielewaal - Carnisse - Zuidplein - Zuiderparkweg - Slinge - Zuidwijk - Zuiderbegraafplaats - Station Lombardijen - Kreekhuizenlaan | RET        | 6-4-2 bus                                                                 |
| 76   | Zuidplein - ov-knooppunt Keizerswaard               | Ikazia Ziekenhuis - Strevelsweg - Groene Hilledijk - Vreewijk - Station Lombardijen - Hordijkerveld                                                      | RET        | 6-4-2 bus                                                                 |
| 83   | Kralingse Zoom - ov-knooppunt Keizerswaard          | Oud-IJsselmonde | RET        | Rijdt niet op zaterdag overdag, dan rijdt alleen buslijn 183.             |
| 142  | Zuidplein - Slikkerveer Dillenburgplein             | Station Lombardijen - Keizerswaard - ov-knooppunt Keizerswaard - Bolnes                                                                                  | RET        | Rijdt niet 's avonds en op zondag                                         |
| 143  | Zuidplein - Ridderkerk Sporthal Drievliet           | Station Lombardijen - Keizerswaard - ov-knooppunt Keizerswaard                                                                                           | RET        | Spitsbus                                                                  |
| 144  | Zuidplein - Ridderkerk Drievliet                    | Station Lombardijen - Keizerswaard - ov-knooppunt Keizerswaard - Bolnes - Slikkerveer                                                                    | RET        |                                                                           |
| 183  | Kralingse Zoom - Zuidplein                          | Oud-IJsselmonde - ov-knooppunt Keizerswaard - Keizerswaard - Station Lombardijen - Lombardijen - Barendrecht - Slinge                                    | RET        | Rijdt niet 's avonds en op zondag, dan rijdt alleen buslijn 83.           |